# Dobrcz (gemeente)
De gemeente Dobrcz is een landgemeente in het Poolse woiwodschap Koejavië-Pommeren, in powiat Bydgoski.
De zetel van de gemeente is in Dobrcz.
Op 8 mei 2007 telde de gemeente 9301 inwoners.

## Oppervlaktegegevens
In 2002 bedroeg de totale oppervlakte van gemeente Dobrcz 130,41 km², waarvan:
- agrarisch gebied: 81%
- bossen: 7%

De gemeente beslaat 9,35% van de totale oppervlakte van de powiat.

## Demografie
Stand op 30 juni 2004:
| Omschrijving                   | Totaal | Totaal | Vrouwen | Vrouwen | Mannen | Mannen |
| ------------------------------ | ------ | ------ | ------- | ------- | ------ | ------ |
| eenheid                        | aantal | %      | aantal  | %       | aantal | %      |
| inwoners                       | 9301   | 100    | 4735    | 50,9    | 4566   | 49,1   |
| bevolkingsdichtheid (inw./km²) | 69     | 69     | 35,1    | 35,1    | 33,9   | 33,9   |

In 2002 bedroeg het gemiddelde inkomen per inwoner 1381,25 zł.

## Administratieve plaatsen (sołectwo)
Augustówo, Borówno, Dobrcz, Gądecz, Kotomierz, Kozielec, Kusowo, Magdalenka, Nekla, Pauliny, Sienno, Stronno, Strzelce Dolne, Strzelce Górne, Suponin, Trzebień, Trzeciewiec, Trzęsacz, Włóki, Wudzyn, Wudzynek, Zalesie.

## Overige plaatsen
Aleksandrowiec, Aleksandrowo, Chełmszczonka, Hutna Wieś, Karczemka, Karolewo, Linówiec, Marcelewo, Pyszczyn, Zła Wieś.

## Aangrenzende gemeenten
Bydgoszcz, Dąbrowa Chełmińska, Koronowo, Osielsko, Pruszcz